# Danaé

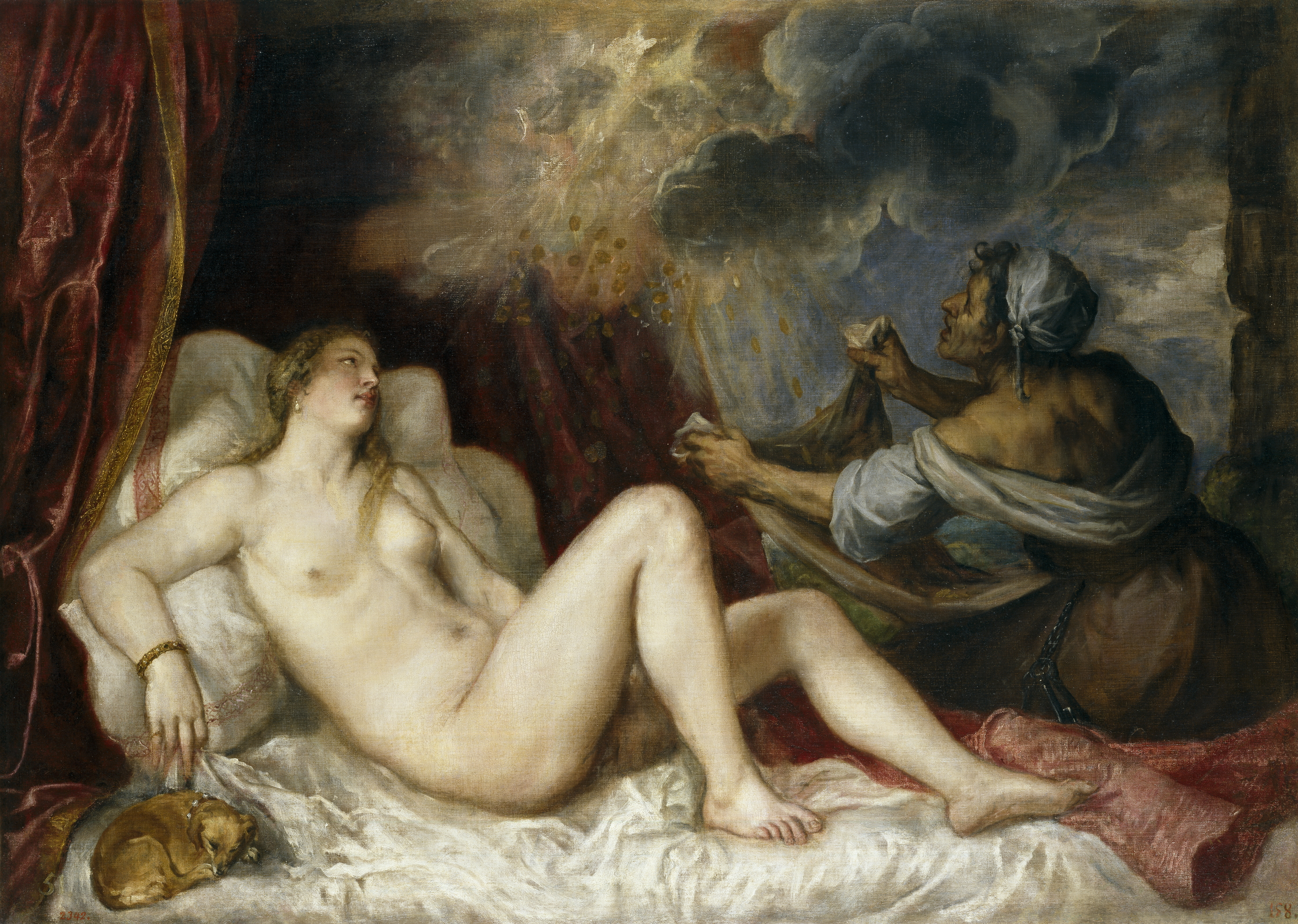
Danaé v podání italského malíře Tiziana (1553)

Danaé (řecky Δανάη, latinsky Danae) je v řecké mytologii dcerou argejského krále Akrisia a jeho manželky Eurydiky, matka hrdiny Persea.

## Mytologie
Královská dcera Danaé byla tak krásná, že přitáhla pozornost nejvyššího boha Dia a ten si přál mít s ní syna. Její otec však pro to neměl pochopení, hlavně proto, že věštba pravila, že zahyne rukou syna své dcery. Proto ji uvěznil hluboko pod zemí, aby ji ukryl před všemi muži. Ovšem Zeus překážku překonal ve své všemohoucnosti tak, že v podobě zlatého deště pronikl zdmi jejího vězení a po patřičné době se stal otcem syna Persea. (Zpodobňují-li malíři Danaé, zpravidla je smyslně odhalená a obklopená zlatým deštěm – třeba na malbě italského umělce Tiziana nebo rakouského malíře Gustava Klimta).
Když se o tom dozvěděl otec Danaé, řešil to hrozným činem. Do velké truhlice zavřel svou dceru i vnuka a hodil ji do moře. Vlny je odnesly k ostrovu Serifos a tam je vylovil rybář Diktys, bratr serifského krále Polydekta. Ten se ujal Danaé a když mu řekla, že její syn je Diův potomek, věnoval jí všechnu péči a pozornost. Nabízel jí všechno možné, ale Danaé jeho pozornosti i přízeň odmítala. Když už jeho královská trpělivost docházela, chtěl se jí zmocnit i násilím, avšak Perseus už byl v té době dost silný, aby svou matku ubránil.
Polydektés se chtěl Persea zbavit, takže ho neustále provokoval, nejčastěji tím, že pochyboval o jeho božském původu. To vyústilo v Perseův slib, že podá důkaz splněním nějakého nadlidského úkolu a sám neprozřetelně slíbil, že třeba přinese hlavu hrozné Gorgony Medúsy. Perseus se tedy vydal do neznámých dalekých končin, překonal řadu obtížných nástrah, získal si pomoc a důležité pomůcky od různých bohů, až se nakonec dostal k Medúse a maje na paměti všechny dobré rady, souboj s Medúsou vyhrál a s hlavou příšery se vrátil na Serifos.
Byl také nejvyšší čas, protože matka se už skrývala před Polydektem v Diově chrámu, obklíčeném královskými vojáky. Král čekal v hodovní síni, kdy mu ji přivedou. Místo toho se objevil Perseus a ohlásil splnění úkolu. Král byl nejprve vyděšeně překvapen, potom však označil Persea za lháře a žádal o předložení důkazu. Tím ale vyslovil poslední přání svého života, protože Perseus odvrátil zrak, vytáhl hlavu Medúsy a v tu chvíli byli Polydektés a jeho družina proměněni v kámen.
Poté Perseus svou matku osvobodil a vrátili se do rodného Argu. Vládu nad Serifem přenechali Diktyovi, bratru bývalého krále. Když se však král Akrisios, Perseův děd, dozvěděl, že se Danaé se synem vrací, opustil rychle Argos a hledal útočiště v Larisse. Dávná věštba ho však přece dostihla. V Larisse se konaly velké sportovní hry, jichž se účastnil také Perseus; když soutěžil v hodu diskem, jeho disk se odchýlil z dráhy, trefil Akrisia a zabil ho.
Perseus se poté vydal do světa za svými dalšími dobrodružstvími. Danaé na hradě žila šťastně až do své smrti.

## Odraz v umění
Z období antiky se podoba Danaé zachovala na malém počtu plastik nevalné umělecké hodnoty, motiv se vyskytuje i na řeckých malovaných vázách. Z novodobých umělců ztvárnili příběh Danaé špičkoví malíři, např.
- několikrát Tizian – (Danaé s Amorem – neapolské Národní muzeum, Danaé – madridské Prado, Danaé – petrohradská Ermitáž, Danaé – Uměleckohistorické muzeum ve Vídni)
- obraz stejného jména maloval také roku 1636 Rembrandt van Rijn (petrohradská Ermitáž)
- také v Praze byly dva obrazy Danaé – Corregiovo dílo se z rudolfinských sbírek dostal do Říma do Galerie Borghese, obraz Tizianův zase do vídeňského Uměleckohistorického muzea
- roku 1907 ztvárnil Danaé také slavný vídeňský malíř Gustav Klimt
- a řada dalších (např. Chantron, Bellucci, Artemisia Gentileschi, Jacob van Loo, Tintoretto aj.)